# Clásico correntino del básquet argentino
El clásico correntino del básquet argentino es el partido que enfrenta a dos clubes de la ciudad de Corrientes: Club de Regatas Corrientes (CRC) y Club San Martín de Corrientes (CSM).
La pasión de los hinchas de estos dos clubes y la rivalidad en el básquet, así como su participación de ambos equipos en la Liga Nacional de Básquet, lo han vuelto un clásico local en dicho deporte.

## Orígenes
Si bien ambos equipos se han enfrentado en distintos deportes durante años, ya que ambos fueron fundados a principios del siglo XX, la rivalidad y el "clásico" surgieron a partir de la incursión de ambos equipos en la extinta "Liga B", por aquel entonces la tercera división del básquet argentino, allá por los años 1997, 1998 y 1999. La misma rivalidad se fortaleció con la llegada del CSM a la Liga Nacional de Básquet, categoría en la que ya estaba el CRC.

## Esencia del clásico
El paso de los años le dejó al clásico correntino un colorido, fervor popular y marcada rivalidad, producto de diferencias en la "mística" de ambos clubes.
Aunque esto no siempre sea verdad, los hinchas tienden a construir la esencia de su camiseta.
A partir de un conjunto de hechos históricos para un club (como campeonatos ganados —o no—, finales perdidas, paternidad frente al rival histórico, resurgir victorioso —o no— de las malas situaciones) el hincha construye la identidad de su camiseta.
Tanto los "Fantasmas" como los "Rojinegros" (y obviamente no constituyen el único caso) se asumen como dueños de características intrínsecas, que "se llevan adentro" según la pasión (no objetiva) del hincha.

### Una noche negra
El 15 de septiembre de 2009, Club de Regatas Corrientes y Club San Martín de Corrientes jugaron en el estadio José Jorge Contte en el marco de la Copa Argentina. Sin embargo, este encuentro no sería recordado por el aspecto deportivo. Luego de finalizado el primer tiempo del partido se produjo uno de los principales hechos de violencia del básquet argentino. Un grupo de barras del CRC cruzó la cancha por los pasillos para ir en búsqueda de los hinchas del CSM, que ocupaban la popular de enfrente y tenían una valla que los dividía de pacíficos simpatizantes locales. Las barras de Regatas coparon la tribuna, arrojaron el vallado y comenzaron a agredir a estos últimos. Los del CSM se desesperaron y comenzaron a correr escalones abajo para escaparles a las barras. Allí se produjo una avalancha y los visitantes cayeron encima de la gente que ocupaba la platea baja. Quedó un saldo de nueve heridos. Las dos dirigencias decidieron que el partido fuera suspendido.

## Partidos por temporada
| Temporada | Local | Visitante | Local | Visitante |
| --------- | ----- | --------- | ----- | --------- |
| 2008/2009 | CRC 1 | CSM 0     | CSM 1 | CRC 0     |
| 2009/2010 | CRC 0 | CSM 0     | CSM 1 | CRC 0     |
| 2010/2011 | CRC 1 | CSM 0     | CSM 1 | CRC 1     |
| 2011/2012 | CRC 2 | CSM 0     | CSM 1 | CRC 1     |
| 2014/2015 | CRC 3 | CSM 1     | CSM 1 | CRC 2     |
| 2015/2016 | CRC 2 | CSM 0     | CSM 2 | CRC 0     |
| 2016/2017 | CRC 4 | CSM 0     | CSM 3 | CRC 1     |
| 2017/2018 | CRC 0 | CSM 2     | CSM 2 | CRC 0     |
| 2018/2019 | CRC 2 | CSM 2     | CSM 1 | CRC 3     |
| 2019/2020 | CRC 1 | CSM 0     | CSM 2 | CRC 0     |
| 2020/2021 | CRC 0 | CSM 1     | CSM 0 | CRC 0     |

### Detalle
| Fecha      | Competición       | CRC | CSM | Local |
| ---------- | ----------------- | --- | --- | ----- |
| 5/9/2008   | Copa Argentina    | 72  | 71  | CRC   |
| 11/9/2008  | Copa Argentina    | 65  | 71  | CSM   |
| 15/9/2009  | Copa Argentina    | 0   | 2   | CRC   |
| 20/9/2009  | Copa Argentina    | 78  | 82  | CSM   |
| 13/9/2010  | Copa Argentina    | 78  | 75  | CRC   |
| 15/9/2010  | Copa Argentina    | 81  | 83  | CSM   |
| 18/9/2010  | Copa Argentina    | 93  | 60  | CSM   |
| 25/9/2011  | Liga Nacional     | 86  | 70  | CRC   |
| 6/11/2011  | Liga Nacional     | 73  | 63  | CSM   |
| 16/12/2011 | Liga Nacional     | 69  | 73  | CSM   |
| 26/2/2012  | Liga Nacional     | 83  | 70  | CRC   |
| 30/9/2014  | Liga Nacional     | 99  | 81  | CSM   |
| 8/12/2014  | Liga Nacional     | 69  | 82  | CRC   |
| 13/12/2014 | Súper 8           | 83  | 74  | CRC   |
| 21/4/2015  | Liga Nacional     | 91  | 82  | CRC   |
| 9/5/2015   | Liga Nacional     | 51  | 73  | CSM   |
| 21/10/2015 | Liga Nacional     | 79  | 90  | CSM   |
| 23/10/2015 | Liga Nacional     | 89  | 86  | CRC   |
| 22/2/2016  | Liga Nacional     | 69  | 74  | CSM   |
| 1/5/2016   | Liga Nacional     | 89  | 69  | CRC   |
| 26/10/2016 | Liga Nacional     | 78  | 71  | CRC   |
| 3/11/2016  | Liga Nacional     | 72  | 80  | CSM   |
| 14/4/2017  | Liga Nacional     | 90  | 65  | CRC   |
| 12/5/2017  | Liga Nacional     | 74  | 89  | CSM   |
| 19/6/2017  | Liga Nacional     | 68  | 82  | CSM   |
| 21/6/2017  | Liga Nacional     | 68  | 54  | CSM   |
| 24/6/2017  | Liga Nacional     | 76  | 66  | CRC   |
| 26/6/2017  | Liga Nacional     | 85  | 80  | CRC   |
| 14/10/2017 | Súper 20          | 79  | 90  | CSM   |
| 20/10/2017 | Súper 20          | 87  | 92  | CRC   |
| 13/4/2018  | Liga Nacional     | 72  | 79  | CSM   |
| 2/5/2018   | Liga Nacional     | 66  | 72  | CRC   |
| 14/10/2018 | Súper 20          | 77  | 88  | CSM   |
| 21/10/2018 | Súper 20          | 100 | 87  | CRC   |
| 24/10/2018 | Súper 20          | 102 | 83  | CRC   |
| 27/10/2018 | Súper 20          | 85  | 73  | CSM   |
| 19/10/2018 | Liga Nacional     | 88  | 81  | CSM   |
| 9/5/2019   | Liga Nacional     | 73  | 79  | CRC   |
| 15/5/2019  | Liga Nacional     | 90  | 95  | CRC   |
| 17/5/2019  | Liga Nacional     | 100 | 89  | CRC   |
| 20/5/2019  | Liga Nacional     | 89  | 85  | CSM   |
| 22/5/2019  | Liga Nacional     | 128 | 124 | CSM   |
| 13/10/2019 | Súper 20          | 91  | 79  | CSM   |
| 25/10/2019 | Súper 20          | 88  | 71  | CRC   |
| 10/12/2019 | Liga Nacional     | 68  | 78  | CSM   |
| 12/2/2020  | Liga Nacional     | 84  | 78  | CRC   |
| 4/11/2020  | Liga Nacional     | 74  | 77  | CSM   |
| 21/3/2021  | Liga Nacional     | 71  | 85  | CRC   |
| 21/4/2021  | Liga Nacional     | 75  | 56  | CRC   |
| 23/4/2021  | Liga Nacional     | 92  | 94  | CSM   |
| 25/4/2021  | Liga Nacional     | 60  | 77  | CRC   |
| 10/10/2021 | Súper 20          | 74  | 80  | CSM   |
| 24/1/2022  | Liga Nacional     | 95  | 88  | CSM   |
| 9/2/2022   | Liga Nacional     | 74  | 77  | CRC   |
| 2/2/2023   | Liga Nacional     | 72  | 86  | CSM   |
| 7/4/2023   | Liga Nacional     | 75  | 68  | CRC   |
| 12/11/2023 | Liga Nacional     | 61  | 78  | CRC   |
| 13/2/2024  | Liga Nacional     | 61  | 66  | CSM   |
| 29/9/2024  | Torneo Interligas | 71  | 62  | CRC   |
| 03/11/2024 | Liga Nacional     | 83  | 69  | CRC   |
| 03/03/2025 | Liga Nacional     | 62  | 55  | CSM   |
| 24/05/2025 | Liga Nacional     | 74  | 72  | CRC   |
| 26/05/2025 | Liga Nacional     | 67  | 79  | CRC   |
| 29/05/2025 | Liga Nacional     | 59  | 52  | CSM   |

1. ↑  Regatas perdió los puntos por disturbios realizados por su hinchada.
2. ↑  Disputado en el Estadio Héctor Etchart, debido al formato de «burbujas» como respuesta a la pandemia de Covid-19.
3. ↑  Disputado en el Estadio Héctor Etchart, debido al formato de «burbujas» como respuesta a la pandemia de Covid-19.
4. ↑  Disputado en el Estadio Héctor Etchart, debido al formato de «burbujas» como respuesta a la pandemia de Covid-19.
5. ↑  Disputado en el Estadio Héctor Etchart, debido al formato de «burbujas» como respuesta a la pandemia de Covid-19.
6. ↑  Disputado en el Estadio Obras Sanitarias "El Templo del Rock", debido al formato de «burbujas» como respuesta a la pandemia de Covid-19.
7. ↑  Disputado en el Estadio José Jorge Contte, debido al formato de «burbujas» como respuesta a la pandemia de Covid-19.

### Historial Clásico Correntino
| Motivo            | PJ | Regatas | San Martin |
| ----------------- | -- | ------- | ---------- |
| Liga Nacional     | 47 | 26      | 22         |
| Súper 20          | 9  | 5       | 4          |
| Copa Argentina    | 6  | 3       | 3          |
| Torneo Súper 8    | 1  | 1       | 0          |
| Torneo Interligas | 1  | 1       | 0          |
| TOTALES           | 64 | 36      | 29         |

### Amistosos
- 25/04/2007 Amistoso a puertas cerradas: Regatas 60 - San Martín 56[2]
- 28/08/2009 Amistoso a puertas cerradas: San Martín 61 - Regatas 66[3]
- 29/08/2010 Amistoso a puertas cerradas: Victoria de Regatas[4]
- 08/09/2010 Cuadrangular de Goya: Regatas 97 - San Martín 68[5]
- 06/09/2012 Amistoso a puertas cerradas: San Martín 58 - Regatas 60
- 28/08/2013 Amistoso en Goya: Regatas 72 - San Martín 60[6]
- 18/09/2013 Amistoso: San Martín 49 - Regatas 68[7]
- 20/09/2013 Amistoso: Regatas 83 - San Martín 69[8]
- 28/08/2013 Amistoso en Mercedes: Regatas 71 - San Martín 88[9]

## Fechas memorables
- Regatas gana el primer clásico correntino: 5 de septiembre de 2008 (Regatas Corrientes 72 - 71 Club San Martín de Corrientes, por la Copa Argentina)[10]
- Regatas gana el primer clásico correntino en la LNB: 25 de septiembre de 2011 (Regatas Corrientes 86 - 70 San Martín de Corrientes)[11]
- Regatas condena a San Martín a jugar por el descenso: 26 de febrero de 2012 (Regatas Corrientes 83 - 70 San Martín de Corrientes)[12]
- Máxima diferencia en un clásico: 20 de septiembre de 2010 (San Martín de Corrientes 60 - 93 Regatas Corrientes)[13]
- Más puntos a favor en un clásico: 18 de mayo de 2019 100pts (a favor de Regatas)[14]
- Primer clásico televisado para todo el país: 2 de octubre de 2014: Regatas 91 - 86 San Martín[15]
- Regatas gana el primer clásico jugado en el Super 8: 13 de diciembre de 2014: Regatas 83 - 74 San Martín.
- Regatas gana el primer clásico jugado en el Torneo Interligas: 29 de septiembre de 2024: Regatas 71 - 62 San Martín.

## Jugaron con las dos camisetas
| - Maximiliano Andreatta - Agustín Carabajal - Alejandro Coronel - Pablo D'Angelo - Ariel Eslava - Mariano Fierro - Miguel Gerlero | - Maximiliano Maciel - Fabián Ramírez Barrios - Ariel Rearte - Hakeem Rollins - Javier Saiz - Damian Tintorelli - Jonatan Treise |